# Schwarzer Mai

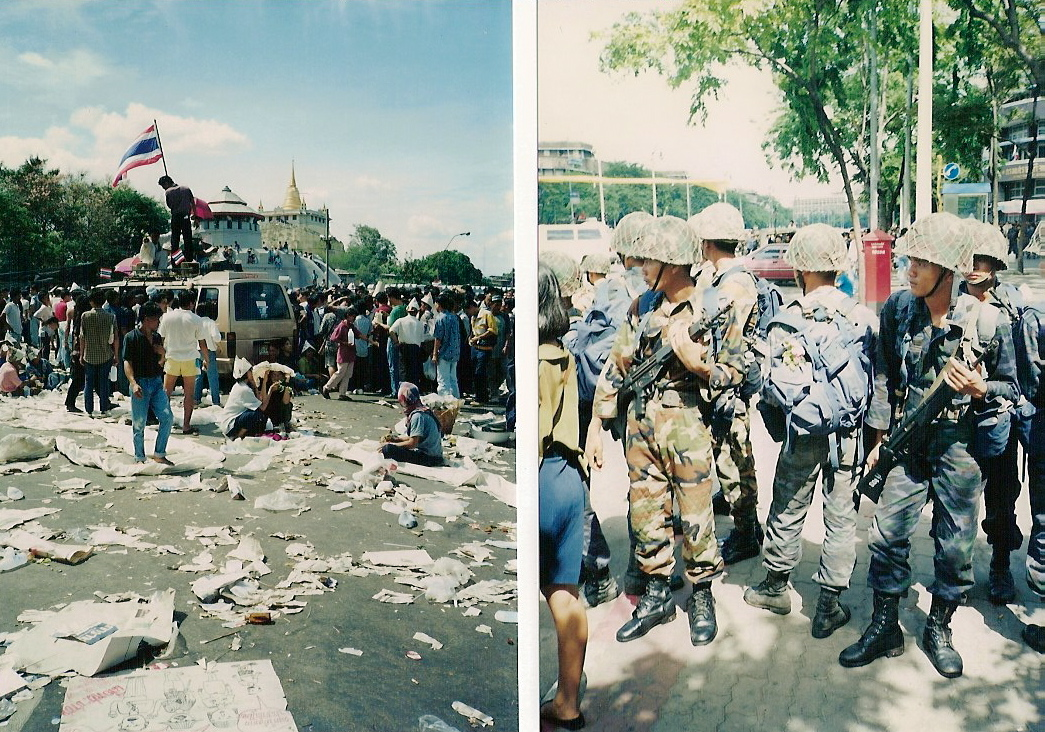
Demonstranten und Soldaten während des Schwarzen Mai

Der Schwarze Mai (thailändisch พฤษภาทมิฬ, RTGS Phruetsapha Thamin; thamin kann auch als „grausam“ übersetzt werden) war ein politischer Konflikt in Thailand im Mai 1992. Dabei protestierte eine Oppositionsbewegung, hauptsächlich getragen von der städtischen Mittelschicht, gegen die vom Militär gestützte Regierung von General Suchinda Kraprayoon. Diese versuchte wiederum, die Proteste gewaltsam niederzuschlagen, wobei nach offiziellen Angaben 52 Menschen starben und hunderte verletzt wurden. Rund 3500 Demonstranten wurden inhaftiert, wobei einige behaupteten, gefoltert worden zu sein; mehrere „verschwanden“ und tauchten nie wieder auf, weshalb alternative Schätzungen von bis zu 200 Toten ausgehen.

## Hintergrund
Ab 1988 hatte Thailand nach zwölf Jahren der Militärherrschaft und „Halbdemokratie“ wieder eine gewählte Regierung unter Chatichai Choonhavan. Diese investierte stark in die Infrastruktur. Einige ländliche Gegenden wurden in dieser Zeit erstmals an das Elektrizitäts- und Telefonnetz angeschlossen. Das Wirtschaftswachstum betrug bis zu 13 % pro Jahr. Allerdings wurde die Regierung durch erhebliche Korruptionsvorwürfe belastet. Mehreren Regierungsmitgliedern wurde vorgeworfen, sich oder ihnen nahestehenden Geschäftsleuten lukrative öffentliche Aufträge zugeschanzt zu haben und sich so bereichert zu haben. Kritiker sprachen vom „Buffet-Kabinett“, weil sich die Regierungsmitglieder an öffentlichen Geldern selbstbedienten wie an einem Buffet. Zugleich beschnitt die Regierung die Militärausgaben. Die Opposition warf ihr vor, ihre Rechte zu missachten und eine „parlamentarische Diktatur“ zu errichten.
In dieser Situation putschte im Februar 1991 die Militärführung um den Oberkommandierenden der Streitkräfte Sunthorn Kongsompong, den Oberkommandierenden des Heeres Suchinda Kraprayoon sowie eine Clique von dessen Klassenkameraden aus dem 5. Jahrgang der Chulachomklao-Militärakademie, einschließlich Issarapong Noonpakdi (Suchindas Schwager) und Kaset Rojananil. Sie nannten sich „Rat zum Schutz von Ruhe und Ordnung der Nation“ (englisch meist National Peace Keeping Council, NPKC, genannt), versprachen Reformen wie eine Bekämpfung des Stimmenkaufs und beschlagnahmten Vermögenswerte von angeblich „ungewöhnlich reich“ gewordenen Regierungsmitgliedern. Die Putschisten ernannten eine 292-köpfige Nationalversammlung aus Militärs und ihren Unterstützern, die eine neue Verfassung beschließen sollte. Als Übergangs-Premier setzten sie zunächst den parteilosen Zivilisten Anand Panyarachun ein.
Am 19. April schlossen sich 19 Nichtregierungsorganisationen – Gewerkschaften, Akademiker-, Frauenverbände, Initiativen zur Armutsbekämpfung sowie der Studentenbund Thailands – zur „Kampagne für Volksdemokratie“ (Campaign for Popular Democracy, CPD) zusammen. Diese wandte sich gegen die Militärherrschaft und für eine demokratische Verfassung. Der Verfassungsentwurf der Nationalversammlung sah hingegen einen machtvollen, von der Junta ernannten Senat neben dem gewählten Repräsentantenhaus vor sowie die Möglichkeit, Personen in Regierungsämter zu berufen, die nicht ins Parlament gewählt worden waren. Dagegen regte sich bereits im November 1991 Protest, als über 70.000 Menschen auf dem Sanam Luang in der Bangkoker Altstadt demonstrierten. Dies war die größte politische Versammlung seit dem Massaker an der Thammasat-Universität im Oktober 1976. General Suchinda versprach daraufhin ebenso wie Kaset, selbst keine Regierungsämter anzustreben, auch wenn dies unter der neuen Verfassung möglich wäre. König Bhumibol Adulyadej drängte darauf, den Entwurf anzunehmen, und die Verfassung trat am 9. Dezember 1991 in Kraft.
Anschließend wurde am 22. März 1992 gewählt. Die Wahl war jedoch keineswegs sauberer und fairer als die vorangegangene. Auch bei dieser Wahl wurde nach Schätzungen des offiziellen Wahlbeobachtungs-Ausschusses landesweit die Hälfte der Stimmen gekauft, in der ärmeren Nordostregion sogar 70–90 Prozent. Die gezahlten Summen seien sogar gegenüber früheren Wahlen noch gestiegen. Es gewann die der Militärjunta nahestehende, erst kurz vor der Wahl gegründete Samakkhi-Tham-Partei („Eintracht und Recht“ oder „Eintracht in Tugend“), der sich lokal einflussreiche Beamte und Unternehmer angeschlossen hatten. Sie bildete eine Koalition mit weiteren opportunistischen Parteien, darunter ironischerweise auch die Chart-Thai-Partei und die Soziale Aktionspartei, gegen die sich der Putsch gerichtet hatte und deren Anführer die Junta wegen ihres „ungewöhnlichen Reichtums“ angeprangert hatte. Gegen den Vorsitzenden der Samakkhi-Tham-Partei und designierten Regierungschef Narong Wongwan wurden nach der Wahl Gerüchte laut, er sei in Drogengeschäfte verwickelt. Obwohl er dies zurückwies, verzichtete er auf das Amt. Stattdessen wurde General Suchinda Kraprayoon als Ministerpräsident nominiert, entgegen seinem früheren Versprechen, kein Regierungsamt anzustreben. Er beendete seine Militärkarriere und wurde am 7. April vom König vereidigt.

## Verlauf

### April
Bereits am Tag nach Suchindas Amtsantritt, dem 8. April, trat der ehemalige Parlamentsabgeordnete Chalard Vorachart in einen Hungerstreik, den er erst beenden wollte, wenn Thailand wieder einen demokratisch gewählten Regierungschef hätte. Regierungskritische Bürger begannen Chalard an seinem Sitzplatz in der Nähe des Parlamentsgebäudes zu besuchen und es kam täglich zu kleineren Demonstrationen. Die von der Regierung kontrollierten Medien, darunter alle Fernsehsender, berichteten zunächst nicht von den Protestaktionen, während unabhängige Zeitungen diesen großen Raum gaben. Als Antwort wurde am Auto von Suthichai Yoon, dem Herausgeber der oppositionsnahen The Nation, die Windschutzscheibe eingeschlagen, während der Oppositionspolitiker Chuan Leekpai von der Demokratischen Partei über Todesdrohungen klagte. Bei der konstitutiven Sitzung des Repräsentantenhauses am 16. April trugen einige Abgeordnete der Opposition schwarze Armbinden, um ihrer „Trauer um die thailändische Demokratie“ Ausdruck zu verleihen.
Am 20. April nahmen bereits etwa 50.000 Bürger an den Protesten teil. Am 25. April riefen die CPD, der Studentenbund und die vier Oppositionsparteien (Demokraten, Partei der Neuen Hoffnung, Palang-Dharma-Partei und Solidaritätspartei) zu einer neuen Massenversammlung auf, an der geschätzt 100.000 Menschen teilnahmen. Unterdessen hatten oppositionsnahe Zeitungen begonnen, die Parteien der Regierungskoalition als „Parteien des Teufels“, die Oppositionsparteien hingegen als „Engels-Parteien“ zu bezeichnen. Dies bürgerte sich in Folgezeit als Bezeichnungen für die beiden Konfliktseiten ein. Da ein großer Teil der Regierungskritiker aus jüngeren, städtischen Mittelschichtsangehörigen bestand, die sich zur Organisation der Versammlungen damals moderner Kommunikationsmittel wie Mobiltelefonen, Pagern und Faxgeräten bedienten, kursierten für die Protestierer auch spöttische Bezeichnungen wie „Mob der Mobiltelefone“, „Yuppie-Mob“, „Limousinen-Mob“ oder „yoghurttrinkender Mob“.

### 1. bis 7. Mai
Am 1. Mai fanden in Bangkok zwei separate Feiern zum Tag der Arbeit statt, eine von der Regierung organisierte und eine von unabhängigen Gewerkschaften. Nach 24 Tagen des Hungerstreiks brach Chalard Vorachart zusammen und wurde in ein Krankenhaus eingeliefert. Seine Tochter Jittravadee nahm aber seine Position ein und setzte den Streik fort. Chalards Kollaps trug zu einer Ausweitung der Proteste bei, am 4. Mai versammelten sich wiederum um die 100.000 Demonstranten.
Am 5. Mai schloss sich auch Chamlong Srimuang – Mitglied der streng religiösen Santi-Asoke-Sekte, Vorsitzender der Palang-Dharma-Partei (die in Bangkok 32 der 35 Wahlkreise gewonnen hatte) und von 1985 bis Januar 1992 Gouverneur von Bangkok – an und schwor, sich zu Tode zu fasten, sollte Suchinda nicht zurücktreten. Chamlong, der selbst bis 1985 Offizier gewesen war, aber einer mit Suchindas 5. Jahrgang rivalisierender Clique (den Jungtürken) angehört hatte, trat als Vorsitzender der Palang-Dharma-Partei zurück, um sich dem außerparlamentarischen Protest zu widmen. Auf ihn konzentrierte sich die mediale Aufmerksamkeit und er wurde zum wichtigsten Gesicht der Oppositionsbewegung. Weitere prominente Demokratieaktivisten schlossen sich dem Hungerstreik ebenfalls an, darunter Prateep Ungsongtham, eine Aktivistin für die Rechte von Slumbewohnern; der Jurastudent und Generalsekretär des Studentenbundes Prinya Thaewanarumitkul; der Medizinprofessor Sant Hathirat; sowie Gewerkschaftsvertreter.
Am 6. Mai versammelten sich 150.000 Regierungsgegner um das Parlamentsgebäude. Erstmals sah sich Ministerpräsident Suchinda genötigt, öffentlich Stellung zu nehmen. Dabei warf er seinem ehemaligen Militärkollegen Chamlong vor, nur seine radikale Santi-Asoke-Sekte verbreiten zu wollen, während er dem parlamentarischen Oppositionsführer Chavalit Yongchaiyudh von der Partei der neuen Hoffnung, ebenfalls ein pensionierter General, kommunistische Tendenzen anlastete. Statt die Oppositionspolitiker zu diskreditieren, wurden diese Aussagen aber eher als Anzeichen für Suchindas Verzweiflung gesehen.
Da der Platz vor dem Parlament kaum mehr ausreichte, rief Chamlong – entgegen dem Rat seiner Mitstreiter von CPD und Studentenbund – dazu auf, den Protest auf den Sanam Luang, einen großen Platz in der Innenstadt, zu verlegen. Der Oberkommandierende der thailändischen Streitkräfte, Luftwaffengeneral Kaset Rojananil, forderte die Demonstranten am 7. Mai ultimativ auf, ihre Proteste zu beenden. Diese räumten zwar den Sanam Luang, aber nur um wieder auf den Royal Plaza am Parlament zu ziehen.

### 8. bis 14. Mai
In der Nacht zum 8. Mai wurde das Demonstrationscamp von der Polizei umstellt und Stacheldrahtsperren ausgelegt, um einen weiteren Zustrom zu verhindern. Diese Sperre durchbrachen Arbeiter aber an einer Stelle mit einem Auto, während sich 70.000 andere wiederum am Sanam Luang versammelten. Der 8. Mai war ein äußerst heißer Tag und Chamlong, der nur Wasser zu sich nahm, aber Zucker- oder Kochsalzlösung ebenso wie ärztliche Aufsicht ablehnte, brach zusammen.
Unterdessen baten die vier parlamentarischen Oppositionsparteien einem Bericht der New York Times zufolge in einem Brief König Bhumibol Adulyadej um ein Eingreifen. Ein Flugzeug der Regierung warf Flugblätter ab, die die Protestler zur Aufgabe aufriefen. Die meisten kamen dem aber, auch als heftiger Regen einsetzte, nicht nach. Der Rundfunksender des Heeres behauptete, dass die Demonstranten die Königliche Pflügezeremonie stören wollten, die traditionell auf dem Sanam Luang stattfindet. Daraufhin ordnete ein wieder zu Kräften gekommener Chamlong eine Verlegung auf den nahegelegenen Ratchadamnoen-Boulevard an. Gegen sein Charisma und seine Medienpräsenz hatten die übrigen Organisatoren, die teilweise mit dieser Entscheidung nicht einverstanden waren, kaum noch etwas zu sagen. Fernseh- und Radiosender lobten Chamlongs Zugeständnis „für Frieden und Einheit der Nation“. Am nächsten Morgen bat er seine Anhänger um „Erlaubnis“, dass er seinen Hungerstreik beendete, da er Kraft brauche, um den Kampf gegen die Suchinda-Regierung fortzusetzen.
Die Proteste waren bis dahin friedlich und entspannt, geradezu ausgelassen, die Regierungskritiker wurden von Garküchen und Straßenhändlern versorgt und auf den Bühnen wechselten sich politische Reden mit regierungskritischen Sketchen von Comedians und Liedern ab, die unter anderem der Folkrock-Sänger Aed Carabao beitrug. Der amerikanische, auf Thailand spezialisierte Anthropologe Alan Klima hob in seinem Bericht von den Protesten hervor, wie „unglaublich freundlich“ die Teilnehmer untereinander waren, und verglich ihr geduldiges Zuhören während der Reden, die oft von Moral, Gerechtigkeit und Wahrheit handelten, mit dem Verhalten der Gläubigen bei Predigten in einem buddhistischen Tempel.
Ministerpräsident Suchinda lehnte es ab, vor den Protesten einzuknicken, und wollte das Amt nur verlassen, wenn die Verfassung dies von ihm verlangte. Der Parlamentspräsident Arthit Urairat zeigte hingegen Bereitschaft, als Zugeständnis gegenüber der Oppositionsbewegung die Verfassung zu ändern. Am 9. Mai kündigte er eine Verfassungsänderung binnen einer Woche an, nach der nur noch ein gewähltes Parlamentsmitglied Regierungschef sein könnte, was auf Suchinda nicht zutraf. Die Proteste endeten daraufhin zunächst, sollten aber am 17. Mai fortgesetzt werden, wenn die Regierung bis dahin nicht Wort hielte. Wiederum gab es interne Uneinigkeit über die Strategie und ein Teil der Protestierenden, die die Versammlung fortsetzen wollten, buhten Chamlong aus, als er deren Ende verkündete.
Entgegen dem Vorwurf Suchindas, dass die Demonstranten Kommunisten seien, illoyal zur Königsfamilie und die heilige Dreiheit von Nation, Religion und Monarchie verletzten, zeigten viele von ihnen Bilder des Königs, sangen die Königshymne und räumten den Ratchadamnoen-Boulevard für den Wagenkonvoi der Prinzessin Maha Chakri Sirindhorn am 10. Mai anlässlich des Beginns der Woche von Wisakha Bucha (einem hohen buddhistischen Fest). Die Königliche Pflügezeremonie auf dem Sanam Luang am 14. Mai und der Besuch König Bhumibols im Wat Phra Kaeo zu Wisakha Bucha zwei Tage darauf verliefen völlig ungestört.

### 14. bis 17. Mai
Die Vorsitzenden der beiden größten Koalitionsparteien erklärten bereits am 11. Mai, dass kein Kompromiss über eine Verfassungsänderung zustande gekommen sei. Am 14. Mai trafen sich im Royal Hotel 125 Vertreter von 26 Organisationen, darunter die CPD, der Studentenbund Thailands, Gewerkschaften, Wahlbeobachter und andere Nichtregierungsorganisationen, um das „Bündnis für Demokratie“ (Confederation for Democracy) zu gründen. Zu ihren Sprechern wurden Chamlong Srimuang, Prateep Ungsongtham, Prinya Thaewanarumitkul, Jittravadee Vorachart, Sant Hathirat, der Arzt Weng Tojirakarn (ein Anführer der Studentenproteste der 1970er-Jahre) sowie der Bahn-Gewerkschafter Somsak Kosaisuuk gewählt. Am 16. Mai wurde in einer Pressekonferenz zu neuerlichen Protesten am nächsten Nachmittag aufgerufen, wenn die Regierung ihr Versprechen bis dahin nicht wahrgemacht hätte.
Da dies nicht eintrat, kam es am 17. Mai zu einer erneuten Versammlung auf dem Sanam Luang, an der nach vorsichtigen Schätzungen 100.000 Bürger teilnahmen. Gegen 21 Uhr brach eine Gruppe von etwa 30.000 Demonstranten unter Führung Chamlongs in Richtung des Amtssitzes des Ministerpräsidenten auf, um diesen zum Rücktritt zu drängen. Etwa auf halber Strecke, an der Phan-Fa-Brücke, wurden sie von der Polizei mit Stracheldrahtsperren aufgehalten. Als ein Teil der Protestler versuchte, die Blockade zu durchbrechen, setzte die Polizei Wasserwerfer ein. Regierungsgegner, die versuchten, einen Wasserwerfer zu kapern, wurden niedergeprügelt. Aus der Demonstrantengruppe wurden Steine und Molotowcocktails in Richtung der Polizisten geworfen, die daraufhin ebenfalls die Gewalt intensivierten. Etwa 100 Protestler wurden dabei verletzt. Gegen Mitternacht verhängte die Regierung den Ausnahmezustand, verbot alle Versammlungen und setzte das Militär zur Verstärkung ein, nachdem eine Polizeiwache angegriffen und Fahrzeuge in Brand gesetzt worden waren. Den mobilisierten Truppen stand an der Phan-Fa-Brücke eine „Armee aus Motorrädern“ (CNN) der Regierungsgegner gegenüber.

### 18. Mai
Gegen drei Uhr früh wurden tausende Soldaten zusammengezogen, die Gefechtsmunition und einen Schießbefehl gegen die „antibuddhistischen Kommunisten“ hatten. Vertreter der Protestbewegung richteten Reden an die Soldaten und versuchten, ihnen Blumen zu schenken. Etwa 3.30 Uhr wurde dann das Feuer eröffnet. Es folgten Stunden immer wieder unterbrochener Schießereien, wobei die Truppen teils Warnschüsse abgaben, teils aber auch mit automatischen Gewehren direkt in die Menge schossen. Gegen 5.30 Uhr wurde sogar auf Demonstranten am Demokratiedenkmal geschossen, die die Königshymne sangen. In den Schusspausen brachten Protestteilnehmer den Soldaten immer wieder Essen, Trinken und steckten Blumen in die Gewehrläufe. Um eine Verbrüderung der Soldaten mit den Demonstranten zu verhindern, setzte das Militär aller drei Stunden neue Truppen ein, die teilweise von der birmanischen und kambodschanischen Grenze nach Bangkok beordert wurden. Einigen der Todesopfer wurde offensichtlich auf der Flucht in den Rücken geschossen. Manche wurden sogar aus nächster Nähe exekutiert. Ärzte, die die Verwundeten versorgen wollten, wurden zusammengeschlagen.
Andererseits griffen militante Protestler auch Regierungsgebäude und Polizisten an. Dabei verfolgten sie eine Art Schaukeltaktik: zeitweise konnten die Oppositionellen die Polizei zurückdrängen, dann mussten sie wieder vor Offensiven der Regierungskräfte fliehen. Die Kämpfe wurden vorwiegend von Regierungsgegnern aus der Arbeiterschicht getragen, während sich die zuvor präsenten Anführer, Studenten und Mittelschichtsangehörigen eher zurückzogen. Kampfbereite Gruppen von Aufständischen organisierten sich spontan, teils unter Einsatz der gerade aufkommenden Mobiltelefone, und versuchten immer wieder, Schwachpunkte der Regierungskräfte auszunutzen. Gegen 14.30 Uhr wurde Chamlong Srimuang verhaftet, während Prateep Ungsongtham und Somsak Kosaisuuk mithilfe der Menge ihrer Unterstützer fliehen konnten. Hunderte anderer Demonstrationsteilnehmer wurden jedoch festgenommen, wobei sie oft ihre Hemden ablegen mussten und an Händen und Füßen gefesselt wurden.
Bei Sonnenuntergang kontrollierte die Armee mit mehreren zehntausend Soldaten den Ratchadamnoen-Boulevard. 50.000 Demonstranten versammelten sich derweil vor dem Gebäude der Regierungsabteilung für Öffentlichkeitsarbeit, die sie für eine verzerrte Darstellung der Ereignisse in den Staatsmedien verantwortlich machten. Im Royal Hotel richteten Ärzte und Krankenschwestern, die mit der Protestbewegung sympathisierten, eine Art Feldlazarett ein, in dem sie verletzte Regierungsgegner behandelten. Gegen 21.30 Uhr steckten die Soldaten auf der Thanon Ratchadamnoen Bayonette auf. Als Aufständische zwei Busse in die Stacheldrahtsperren stießen, wurde erneut das Feuer eröffnet, das diesmal eine halbe Stunde lang anhielt. Abermals wurden auch fliehende Protestler erschossen. Auf Hausdächern postierte Scharfschützen erschossen gezielt Menschen. Am späten Abend des 18. Mai kam es zu den meisten Todesopfern. Aus Empörung gegen die verzerrende Berichterstattung setzten Protestler das Gebäude der Abteilung für Öffentlichkeitsarbeit, die sie „Abteilung für Lügen“ nannten, in Brand. Das Feuer griff auch auf das benachbarte Finanzamt über. Insgesamt wurden sieben verschiedene, bewusst ausgewählte Regierungsgebäude angezündet. Hunderte kampfbereite Regierungsgegner aus der Arbeiterschicht – laut Somsak Kosaisuuk etwa zweitausend – kurvten auf ihren Motorrädern durch die Stadt und wurden vom Militär gejagt.

### 19. Mai
Bereits am nächsten Morgen brachten Zeitungen und Zeitschriften Sonderausgaben mit schauerlichen Bildern der Todesopfer heraus. Die Bezeichnung Phruetsapha Thamin („schwarzer“ oder „grausamer Mai“) wurde geprägt. Videokassetten mit Mitschnitten der Berichterstattung von BBC und CNN sowie selbst angefertigten, unbearbeiteten Videos wurden von Straßenhändlern verkauft, da das thailändische Fernsehen nicht berichtete. Flugblätter behaupteten, dass tausende gestorben seien.
Ebenfalls am Morgen des 19. Mai nahm das Militär das Royal Hotel ein, in das sich viele Regierungsgegner geflüchtet hatten, die nun brutal zusammengeschlagen und getreten wurden. Verhaftete mussten sich mit dem Gesicht nach unten hinlegen und vulgäre Beleidigungen der Soldaten anhören. Das öffentliche Leben in Bangkok kam an diesem Tag zum Erliegen, es fuhren keine Busse, Schulen, Büros und Geschäfte waren geschlossen. Zugleich breiteten sich die Demonstrationen in andere Provinzen aus, namentlich Chiang Mai, Khon Kaen, Nakhon Ratchasima, Nakhon Si Thammarat, Songkhla, Krabi, Trang und Pattani. Aus dem Ausland trafen Verurteilungen des brutalen Vorgehens und Aufrufe, dieses zu beenden, ein.
Noch am selben Tag zog eine Prozession von Menschen in schwarzer Kleidung, mit schwarzen Bannern und schwarzen Blumengebinden vom Demokratiedenkmal zum Royal Hotel. An beiden Orten legten sie Kränze nieder, das Denkmal versank förmlich unter Lotusblüten und Räucherstäbchen. Am Abend des 19. Mai hatte das Militär weitgehend die Kontrolle über Bangkok errungen. Neuerliche Kämpfe standen jedoch an der Ramkhamhaeng-Universität bevor (der am Stadtrand gelegenen Offenen Universität, die traditionell viele Studenten aus der Arbeiterschicht hat), wo sich etwa 50.000 Regierungsgegner versammelten, von denen ein Teil auch kampfbereit war.
Da internationale Medien ungefiltert berichteten, erfuhren im Ausland lebende Thailänder von den Vorgängen. Viele waren schockiert und versuchten ihre Landsleute in der Heimat aufzuklären und zu unterstützen. So auch Prinzessin Sirindhorn, die sich gerade in Paris aufhielt. Laut eigener Aussage versuchte sie bereits ab dem Morgen des 19. Mai ihren Vater zu erreichen und zu einem Eingreifen zu bewegen, konnte ihn aber erst am Nachmittag erreichen. Sie richtete sich in einer Videobotschaft an alle Konfliktparteien und rief sie zu einem Ende der Gewalt auf, diese wurde am Morgen des 20. Mai auch im thailändischen Fernsehen ausgestrahlt. Eine ähnliche Botschaft veröffentlichte später am Tag auch Kronprinz Maha Vajiralongkorn, der sich zu der Zeit in Südkorea aufhielt.

### 20. Mai
Nach Beratungen mit seinem Kronrat, insbesondere mit dem ehemaligen Ministerpräsidenten und General Prem Tinsulanonda, der sowohl den Ministerpräsidenten Suchinda Kraprayoon als auch den prominentesten Oppositionsführer Chamlong Srimuang gut kannte, rief König Bhumibol Adulyadej die Anführer der beiden Konfliktparteien am Abend des 20. Mai zu einer Audienz. Sie mussten sich – dem Hofprotokoll entsprechend – vor ihm niederwerfen und er mahnte beide Seiten zu einem sofortigen Ende der Gewalt und zu einem Kompromiss. Die gesamte Audienz wurde im thailändischen wie im internationalen Fernsehen ausgestrahlt und konnte wie eine „Standpauke“ des Monarchen für beide Seiten wirken. Anschließend verlasen Chamlong und Suchinda nebeneinander sitzend vorbereitete Erklärungen, in denen sie Zugeständnisse ankündigten. Chamlong wurde aus der Haft entlassen und die Gewalt endete.
Die politische Krise war aber noch nicht beendet. Suchinda weigerte sich weiterhin zurückzutreten, solange nicht die Verfassung geändert war. Inzwischen riefen aber auch Wirtschaftsverbände wie die Thailändische Handelskammer, der Bankiersverband, der Industrieverband und die Unternehmervereinigung für Demokratie Suchinda zum Amtsverzicht auf.

### 21. bis 24. Mai
Bereits am 21. Mai kam es zu einer neuerlichen Versammlung am Demokratiedenkmal und Chamlong kündigte an, die Proteste wieder aufleben zu lassen, sollte es wieder nicht zu der versprochenen Verfassungsänderung kommen. Ein Teil der Regierungsgegner war mit dem auf Druck des Königs zwischen Suchinda und Chamlong ausgehandelten Deal unzufrieden. Sie forderten eine Bestrafung des Ministerpräsidenten. An Orten, an denen Protestler erschossen worden waren, wurden „Altäre der Demokratie“ errichtet, an denen der Märtyrer des Schwarzen Mai gedacht wurde. Am 22. Mai forderte das Bündnis für Demokratie öffentlich die Bestrafung von Regierungsmitgliedern und Offizieren, die die Erschießungen angeordnet hatten, sowie Suchindas sofortigen Rücktritt.
Nach offiziellen Angaben waren 52 Menschen getötet worden, 293 vermisst und wenigstens 505 verletzt. Diese Zahlen wurden jedoch vielfach angezweifelt. Diplomaten und medizinisches Personal berichteten, dass das Militär unidentifizierte Leichen zur Einäscherung in Krematorien gebracht habe. Es wurden über 1000 Vermisstenanzeigen aufgegeben, das „Komitee der Angehörigen der Helden vom Mai 1992“ gab die Zahl der Verschwundenen später mit etwa 300 an. Auch Außenminister Pongpol Adireksarn schloss sich den Rücktrittsforderungen gegen seinen Regierungschef an und Angestellte des Außenministeriums trugen Trauer. Am 24. Mai gewährte der König eine Amnestie für alle Personen, die sich während des Konflikts etwas zu Schulden kommen lassen hatten. Keine Strafe mehr befürchten müssend, trat Suchinda am selben Tag endlich zurück. Vorübergehend übernahm zunächst der stellvertretende Premierminister Meechai Ruchuphan die Regierungsführung, im Übrigen blieb das bisherige Kabinett im Amt.

## Folgen

### Unmittelbar
Gegen die Amnestie für die Täter regte sich Unmut, zumal der König gar kein verfassungsmäßiges Recht dazu hatte. Allerdings genoss Bhumibol so großen Einfluss und Ansehen, dass kein Politiker dessen Handeln ernsthaft in Frage stellte. Suchindas Schwager Issarapong Noonpakdi blieb vorerst Oberkommandierender des Heeres, sein Klassenkamerad Kaset Rojananil Oberbefehlshaber der Streitkräfte. Die Militärs rechtfertigten die brutale Niederschlagung der Proteste mit der Behauptung, gefährliche Kommunisten hätten Nation und Monarchie gefährdet. Sie lehnten jede Aufklärung der Ereignisse, geschweige denn Bestrafung, ab und drohten für den Fall unverhohlen mit einem erneuten Putsch.
Am Tag nach Suchindas Rücktritt beschloss das Parlament mit den Stimmen der Regierungskoalition eine Verfassungsänderung, nach der der Regierungschef künftig ein gewähltes Parlamentsmitglied sein musste; die Rechte des ungewählten Senats eingeschränkt wurden, der fortan nur noch Gesetzesentwürfe überprüfen sollte; der Sprecher des Repräsentantenhauses anstelle des Sprechers des Senats Präsident der gesamten Nationalversammlung wurde; sowie Misstrauensvoten bereits in der zweiten Sitzung des Parlamentsjahres möglich wurden. Erste und zweite Lesung wurden am selben Tag durchgeführt, die dritte Lesung durfte aber erst zwei Wochen später stattfinden, dann konnte die Änderung beschlossen werden.
Der Sprecher des Repräsentantenhauses, Arthit Urairat, war – obwohl er selbst der bislang regierenden Samakkhi-Tham-Partei angehörte – offenbar bestrebt, die Differenzen zwischen den sogenannten „Engels-“ und „Teufelsparteien“ zu überwinden und rief Koalitions- wie Oppositionsparteien zur Bildung einer Regierung der nationalen Einheit auf. Als eine solche nicht zustande kam, ließ er den bisherigen Oppositionsparteien die Gelegenheit zur Bildung einer neuen Mehrheit, auch dies scheiterte aber. Somit sah er sich gezwungen, dem König den Kandidaten des alten Regierungslagers (der „Teufelsparteien“) Somboon Rahong von der Chart-Thai-Partei vorzuschlagen. Bhumibol weigerte sich aber, ihn zu ernennen. Die Regierungsparteien nominierten Somboon noch einmal, aber der König lehnte abermals ab und ernannte stattdessen am 10. Juni eigenmächtig den parteilosen Liberalen Anand Panyarachun. Paradoxerweise widersprach dies der soeben geänderten Verfassung, da auch Anand kein Parlamentsmitglied war, wogegen sich die Massenproteste gerade gerichtet hatten. Allerdings wurde Anand als für alle Seiten akzeptable, einigende Figur gesehen, weshalb seine Ernennung einhellig akzeptiert wurde. Ende Juli gaben endlich auch Kaset und Issarapong ihre Posten an der Spitze des Militärs auf.
Der vormalige Präsident des Obersten Gerichtshofs, Sophon Ratanakorn, wurde mit der Aufklärung der Ereignisse beauftragt und legte am 25. September 1992 seinen Bericht vor. Demnach hatte die Regierung sich bereits am 7. Mai auf die Anwendung militärischer Gewalt eingestellt, in dem sie die Operation Phiri Phinat („den Feind zerstören“) einleitete, einen Taktikplan zur Niederschlagung kommunistischer Aufstände mit militärischen Mitteln, statt eine friedliche Konfliktlösung zu versuchen. Der Bericht konstatierte 52 Tote, über 3500 Verhaftungen, darunter einige Fälle von Folter, 36 dauerhaft behinderte, 120 schwer verletzte, 115 bestätigtermaßen Verschollene. Auf einer Liste des Innenministeriums standen noch 207 weitere Verschwundene. Auf Regierungsseite mussten sich 88 Polizisten ambulant behandeln lassen, vier Soldaten wurden schwer, 192 leicht verletzt. Zudem entstand ein Sachschaden von 1,508 Milliarden Baht (zum damaligen Kurs 60 Millionen US-Dollar).
Am 13. September 1992 kam es zu vorgezogenen Neuwahlen, bei denen es eine Rekordwahlbeteiligung von über 62 % gab. Es gewannen die sogenannten „Engelsparteien“, stärkste Kraft wurden die Demokraten, die eine Koalition mit Palang Dharma, Partei der neuen Hoffnung, Solidaritätspartei sowie der Sozialen Aktionspartei eingingen, die als die „am wenigsten teuflische“ unter den alten Regierungsparteien wahrgenommen wurde. Neuer Regierungschef wurde Chuan Leekpai, der sich als „Verfechter der Demokratie“ darstellte.

### Langfristig
Die thailändische Wirtschaft erholte sich wieder und hatte in den drei Folgejahren Wachstumsraten um die 8 Prozent.
Als Konsequenz aus den Ereignissen des „schwarzen Mai“ verlor das thailändische Militär an Einfluss. In den folgenden vierzehn Jahren (bis zum Putsch 2006) war der Einfluss der Streitkräfte auf Politik und Wirtschaft so gering wie sonst kaum in der neueren thailändischen Geschichte. Von Militärs dominierte Parteien verloren ihren Einfluss an solche, die die Interessen von Unternehmern oder der Mittelschicht vertraten. Statt pensionierten oder aktiven Militärs an der Spitze von Thai Airways, Telekom und Staatsbahn wurden diese fortan von Zivilisten gemanagt.
Die Medienlandschaft wurde als Reaktion auf die Entrüstung über verzerrte Berichterstattung in den Staatsmedien liberalisiert. Waren zuvor alle Rundfunksender unter Kontrolle der Regierung oder der Streitkräfte, wurden nun erstmals private Sender lizenziert (u. a. ITV) und UHF-Kanäle geöffnet. Printmedien gewannen aufgrund ihrer wahrheitsgetreueren Berichterstattung an Renommee. Zudem wurde eine Dezentralisierung der Verwaltung eingeleitet. Kommunen bekamen einen gewissen Grad der Autonomie und Gemeindechefs wurden nun gewählt statt von der Zentralregierung ernannt. Die Korruption konnte so zumindest zeitweilig eingedämmt, die Beteiligung der Bürger an lokalen Belangen verstärkt werden.
Von dem Erfolg der Volkserhebung ermutigt, gründeten sich in allen Landesteilen zahlreiche Nichtregierungsorganisationen, Bürgerinitiativen und soziale Gruppen, die sich für verschiedene gesellschaftliche Themen (Armutsbekämpfung, Umweltschutz, Frauen- oder LGBT-Rechte usw.) einsetzten, am bekanntesten darunter wurde die 1995 gegründete Assembly of the Poor.
Die Ausarbeitung einer vom Bündnis für Demokratie geforderten neuen, liberalen „Verfassung des Volkes“ erfolgte unter intensiver Beteiligung der Öffentlichkeit, zog sich aber auch recht lange hin. Sie trat am 11. Oktober 1997 in Kraft und stellte einen Kompriss zwischen konservativen Eliten und liberaler Mittelschicht dar. Dennoch gilt sie als die liberalste Verfassung in der thailändischen Geschichte.